# Міжнародна азійська мережа

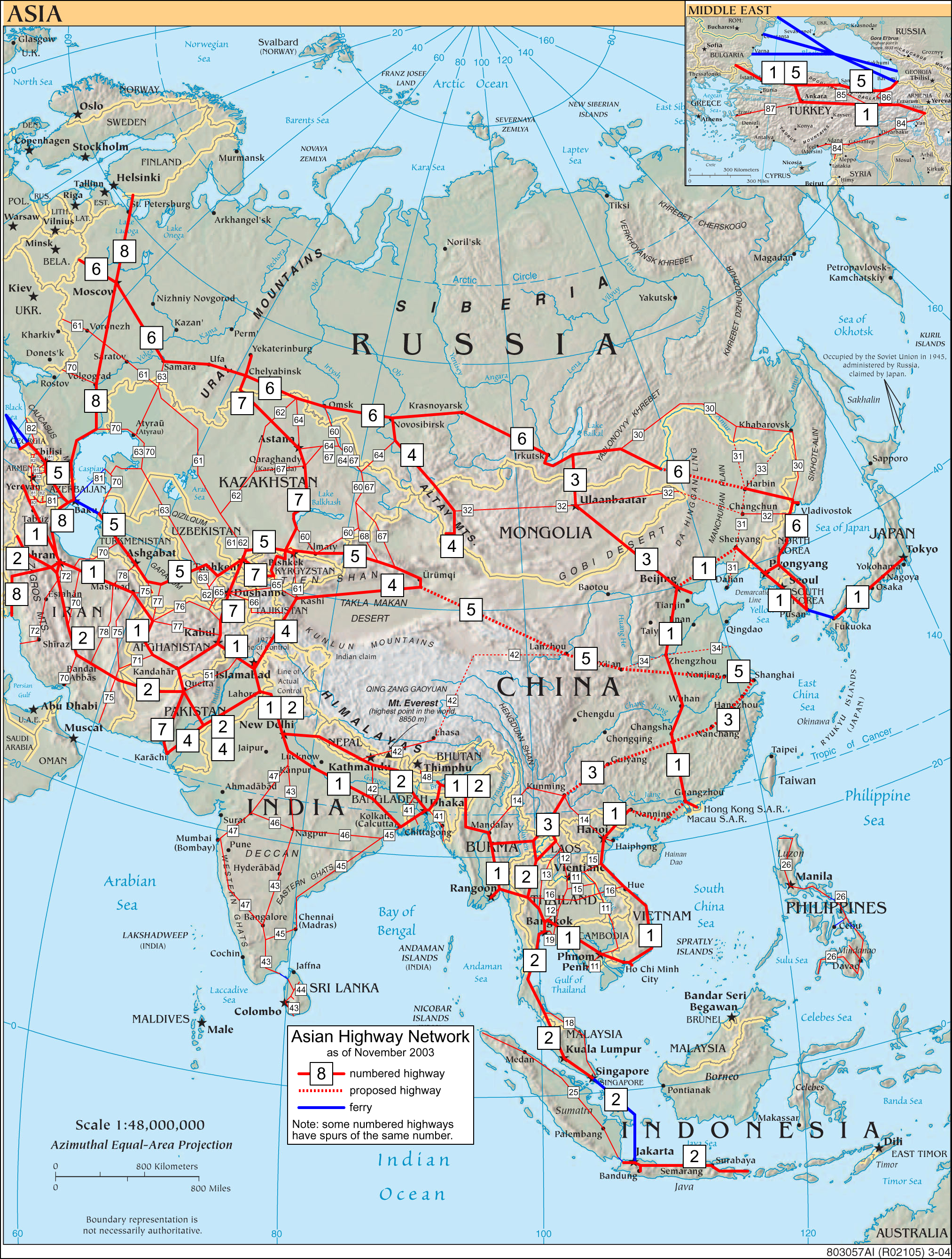
Схема азійських магістралей

Міжнародна азійська мережа (Asian Highway — AH) — проєкт країн Азії та Економічної і соціальної комісії ООН по країнах Азійсько-Тихоокеанського регіону, який передбачає покращення автомагістральної мережі в країнах Азії.
Загальна довжина всіх маршрутів 141 236 км (2006 рік), з них:
- 14,4 % — автомагістралі;
- 13,5 % — I клас;
- 37,0 % — II клас;
- 25,8 % — III клас;
- 8,7 % — до IV і V класи;
- 0,7 % — інші.

Першим маршрутом став AH1, який пов'язав Токіо з кордоном Туреччини і Болгарії. Він пройшов через Південну і Північну Кореї, Китай і інші країни південно-східної, центральної та південної Азії. Передбачається, що коридор поліпшить торговельні зв'язки між східно-азійськими країнами, Індією і Росією. Для завершення будівництва магістралі потрібно витратити в 2007 році 25 мільярдів доларів США, ще 18 мільярдів доларів буде потрібно на реконструкцію 26 тисяч кілометрів магістралі.

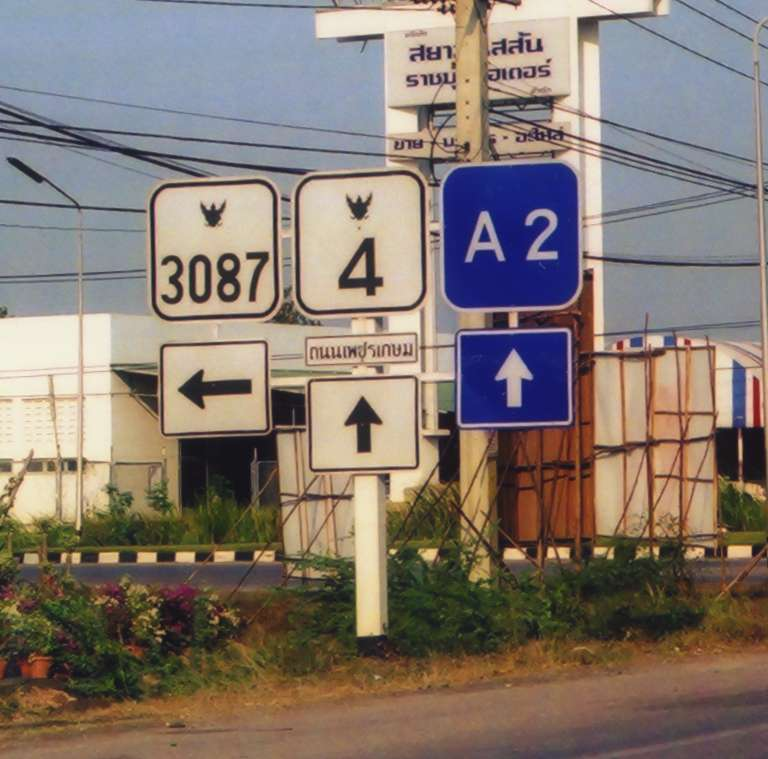
Знак азійської мережі в Таїланді

## Маршрути

### Система нумерації
- 1-8 — основні маршрути;
- 10-29, 100—299 — маршрути Південно-Східної Азії;
- 30-39, 300—399 — маршрути Східної і Північно-Східної Азії;
- 40-59, 400—599 — маршрути Південної Азії;
- 60-89, 600—899 — маршрути Північної, Північно-Західної і Центральної Азії.

### Основні маршрути
AH1 (20 557 км) Токіо — Осака — Пусан — Сеул — Пхеньян — Шеньян — Пекін — Гонконг — Ханой — Пномпень — Бангкок — Янгон — Мандалай — Дакка — Нью-Делі — Ісламабад — Кабул — Тегеран — Анкара — Стамбул — кордон з Болгарією;
AH2 (13 177 км) Хосраві (Іран) — Тегеран — Кветта (Пакистан) — Нью-Делі — Дакка — Мандалай — Бангкок — Куала-Лумпур — Сінгапур — Джакарта — Денпасар;
AH3 (7 331 км) Улан-Уде — Улан-Батор — Пекін — Тангу; Шанхай — Чіанграй;
AH4 (6 024 км) Новосибірськ — Бійськ — Ярантай (Монголія); Урумчі — Ісламабад — Карачі;
AH5 (10 380 км) Шанхай — Урумчі — Алмати — Бішкек — Ташкент — Ашгабат — Туркменбаші — Баку — Тбілісі — кордон Туреччини й Болгарії
AH6 (10 475 км) кордон з Білоруссю — Москва — Самара — Уфа — Челябінськ — Петропавловськ — Омськ — Новосибірськ — Красноярськ — Іркутськ — Улан-Уде — Чита — Борзя — Харбін — Уссурійськ — Владивосток, — Находка — Пусан;
AH7 (5 868 км) Єкатеринбург — Челябінськ — Костанай — Нур-Султан — Караганда — Кара-Куль — Джалал-Абад — Душанбе — Кабул — Карачі;
AH8 (4 718 км) кордон з Фінляндією — Санкт-Петербург — Москва — Волгоград — Астрахань — Кизляр — Махачкала — Дербент — Баку — Тегеран — Бендер-Імам-Хомейні (Іран).

### Маршрути Південно-Східної Азії
AH26 (3 517 км) Лаоаг (Філіппіни) — Маніла — Замбоанга (Філіппіни).

### Маршрути Північної і Північно-Східної Азії
AH30 (2 739 км) Чита — Сковородіно — Бєлогорськ — Хабаровськ — Уссурійськ;
AH31 (1 595 км) Бєлогорськ — Благовєщенськ — Хейхе — Харбін — Шеньян — Далянь;
AH32 (3 748 км) Сонбонг (Північна Корея) — Чаньчжун (Китай) — Улан-Батор — Кобдо;
AH33 (575 км) Харбін — Тунцзян (Китай).

### Маршрути Південної Азії
AH43 (3 024 км) Агра — Нагпур — Коломбо — Матара (Шри-Ланка);
AH48 (1 км) Пхунчолінг — кордон між Бутаном і Індією.

### Маршрути Північної, Північно-Західної та Центральної Азії
AH60 (2 158 км) Омськ — Павлодар — Семей — Талдикорган — Алмати — Бурубайтал (Казахстан);
AH64 (1 666 км) Петропавловськ — Нур-Султан — Павлодар — Семей — Рубцовськ — Барнаул.